# Maxime Alkan
Pour les articles homonymes, voir Alkan (homonymie).
Maxime Morhange, dit Maxime Alkan, est un pianiste et compositeur français né le 28 mai 1818 à Paris et mort dans la même ville le 1er mars 1891.

## Biographie
Maxime Morhange naît à Paris le 28 mai 1818,, au sein d'une famille de musiciens.
Il est encouragé dans la carrière musicale par son père, Alkan Morhange. À l'instar de sa sœur Céleste (1812-1897) et de ses frères Charles-Valentin (1813-1888), Ernest (1816-1876), Napoléon (1826-1906) et Gustave (1827-1882), Maxime étudie au Conservatoire de Paris, à partir de 1827, où il obtient un premier prix de solfège en 1829 et un premier prix de piano en 1834, dans la classe de Pierre Zimmermann,.
Comme toute sa fratrie, il adopte comme nom de famille le prénom de son père, Alkan Morhange, dès son entrée au Conservatoire.
Se qualifiant lui-même de « pianiste de soirées » dans sa signature, Maxime Alkan est l'auteur comme compositeur de plus d'une centaine de suites de danses pour piano (avec ou sans violon, violoncelle ou cornet à pistons) dans un style populaire, des polkas, polkas-mazurkas, quadrilles et valses, notamment, dont plusieurs arrangements d'œuvres de Johann Strauss, Joseph Lanner et Joseph Labitzky (en),.
Il meurt à Paris (3e arrondissement de Paris) le 1er mars 1891.